# Inés Rivero
María Inés Rivero (sinh ngày 7 tháng 6 năm 1975) là một người mẫu Argentina. Cô được phát hiện năm 14 tuổi. Cô đã trở nên nổi bật nhờ công việc là Thiên thần của Victoria Secret và được thể hiện trên trang bìa của Elle, Vogue, Cosmopolitan, Fashion, Marie Claire, và Mirabella trên khắp các quốc gia khác nhau.

## Cuộc sống sớm và gia đình
Rivero được sinh ra ở Argentina. Cô lớn lên ở thị trấn Cordoba, Argentina. Mẹ cô đăng ký vào một trường người mẫu khi cô còn là một cô gái trẻ. Cô ra mắt người mẫu từ năm 14 tuổi tại một chương trình thời trang địa phương. Một nhân viên đã phát hiện ra Rivero thông qua trường người mẫu của cô năm 16 tuổi ở quê nhà, thành phố Cordoba. Một năm sau, ở tuổi 17, cô đã có một thành công lớn khi giành chiến thắng trong cuộc thi "Elite Look of the Year" tại Argentina.

## Nghề nghiệp
Bước ngoặt lớn của Rivero đã đến khi cô ký hợp đồng với Victoria's Secret để trở thành một trong những Thiên thần đáng chú ý của họ. Một hợp đồng Angel giúp người mẫu đạt được danh tiếng trong ngành. Rivero tham gia Chiến dịch bí mật của Victoria vào cuối những năm 1990. Cô đã làm việc cùng với các người mẫu như Heidi Klum, Adriana Lima, Alessandra Ambrosio, Tyra Banks, Karolina Kurkova, Daniela Pestova, Stephanie Seymour và Karen Mulder. Cô ấy ở trong những gì được coi là làn sóng Thiên thần đầu tiên cho Công ty. Trở thành gương mặt đại diện cho thương hiệu đồng nghĩa với việc Rivero đã được sử dụng cho tất cả các công việc của cửa hàng và được đi bộ trong những gì đã trở thành một trong những sự kiện được theo dõi nhiều nhất trong năm. Buổi trình diễn thời trang bí mật của Victoria.
Làm việc với Victoria's Secret có nghĩa là Rivero phải có một hình ảnh nhất định. Cô phải giữ dáng và có thể toát lên vẻ gợi cảm, tự tin khi làm người mẫu nội y mà thương hiệu bán ra. Nhưng cô cũng cần phải được xem là đáng tin cậy; một người vợ, một người mẹ, v.v. Victoria's Secret được biết là chỉ chọn những người phụ nữ đẹp nhất với tính cách và lối sống tốt nhất để đại diện cho công ty của họ.
Năm ngoái vào năm 2012, sau gần hai thập kỷ đi bộ trên đường băng và tạo dáng cho các nhiếp ảnh gia, Rivero quyết định trải nghiệm khía cạnh khác của ngành công nghiệp người mẫu và tham gia dàn diễn viên của chương trình thực tế mới 'Model Latina South Beach,' nơi mười người mẫu Latina sẽ cạnh tranh để có cơ hội giành được 25.000 đô la, một vị trí là người phát ngôn của nuvoTV và hợp đồng với công ty người mẫu quốc tế, Q Management. Chương trình được công chiếu vào ngày 28 tháng 5 năm 2012. Cô ngồi vào ban giám khảo cho chương trình. Trong một cuộc phỏng vấn vào tháng 7 năm 2012, Rivero đã nói về vai trò của cô trong chương trình. Cô nói, phần bổ ích nhất của trải nghiệm là có thể truyền lại những bài học mà cô đã học được như một người mẫu và giúp những phụ nữ trẻ phát triển trong ngành.
Cùng với người mẫu và truyền hình Rivero cũng làm việc trong ngành công nghiệp âm nhạc. Cô đã thu âm một album có tiêu đề, "Hasta Siempre." Bản hit được phát hành từ nó là "Che Guevara", nói về nhà cách mạng sinh ra người Argentina Che Guevara. Rivero cũng xuất hiện trong bộ phim The Devil Wears Prada (2006).